# Storkau (Elbe)
Storkau (Elbe) este o comună din landul Saxonia-Anhalt, Germania.